# Dravce
Dravce (deutsch Drautz, ungarisch Szepesdaróc – bis 1892 Drávec) ist eine Gemeinde im Osten der Slowakei mit 844 Einwohnern (Stand 31. Dezember 2024) und gehört zum Okres Levoča, einem Kreis des Prešovský kraj sowie zur traditionellen Landschaft Zips.

## Geografie

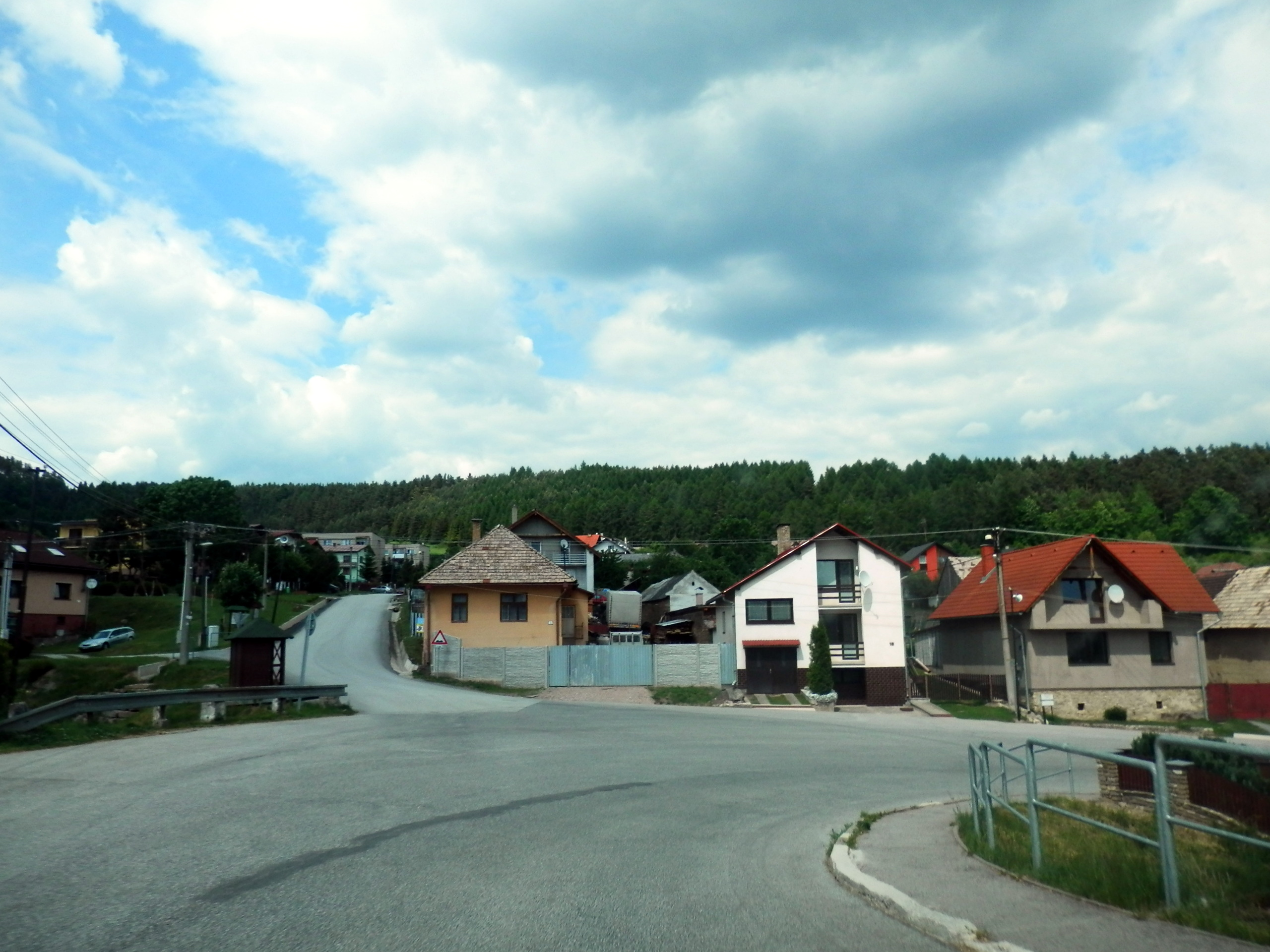
Bebautes Ortsgebiet von Dravce

Die Gemeinde befindet sich im Talkessel Hornádska kotlina am Südhang der Leutschauer Berge am Bach Bicír. Das Ortszentrum liegt auf einer Höhe von 630 m n.m. und ist zehn Kilometer von Levoča sowie 19 Kilometer von Poprad entfernt.
Die Gemeinde gliedert sich in Gemeindeteile Bukovinka und Dravce.
Nachbargemeinden sind Vlkovce im Norden, Dlhé Stráže im Osten, Iliašovce im Südwesten und Süden, Spišský Štvrtok im Westen und Abrahámovce im Nordwesten.

## Geschichte

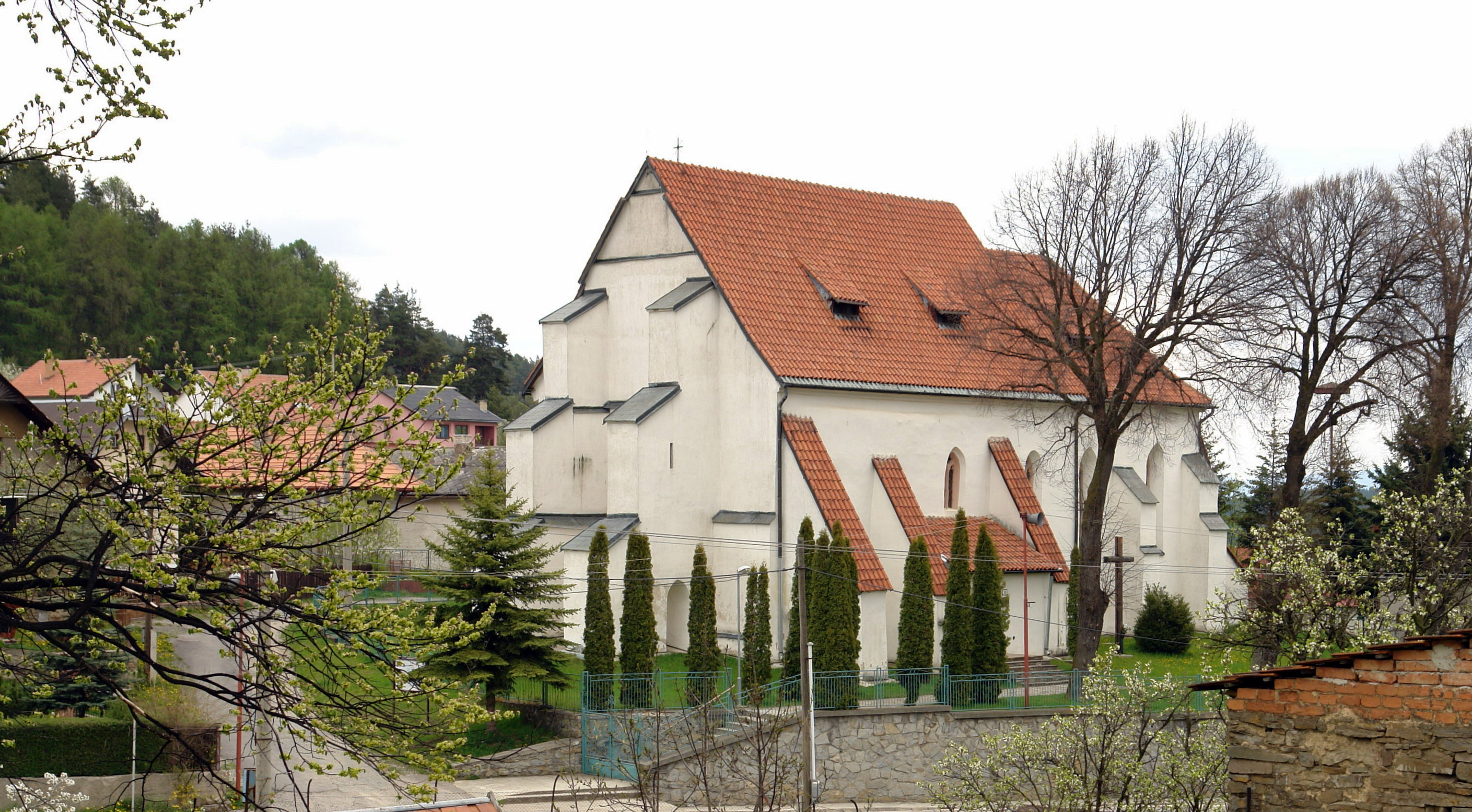
Kirche in Dravce

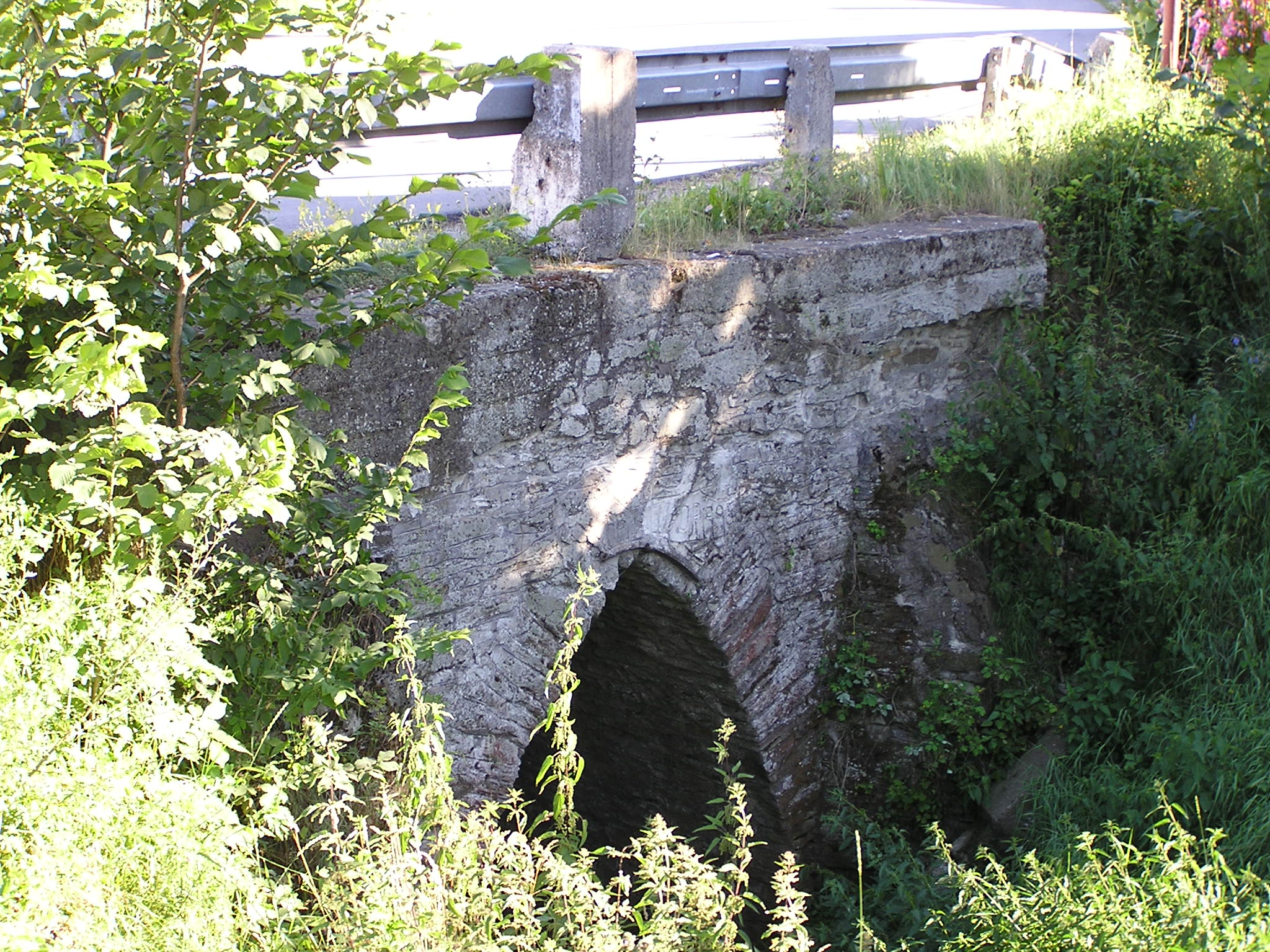
Ansicht der alten gotischen Steinbrücke

Der Ort wurde zum ersten Mal 1263 schriftlich erwähnt. Da im Dorf damals königliche Falkner lebten, erhielt es den slawischen bzw. slowakischen Namen Dravce (slowakisch dravec = Raubvogel). 1282 schenkte König Ladislaus V. den Mort dem Geschlecht Görgey und fast zeitgleich entstand hier ein Antoniterkloster, das bis zum Ende des Mittelalters existierte. Unter anderem entstand dort ein Xenodochium, das älteste „Krankenhaus“ von Zips.
1828 sind 70 Häuser und 500 Einwohner verzeichnet.

## Bevölkerung
| Jahr:                | 1994. | 2004.   | 2014.   | 2024.   |
| -------------------- | ----- | ------- | ------- | ------- |
| Anzahl der Personen: | 734   | 777     | 809     | 844     |
| Unterschied:         |       | +5,85 % | +4,11 % | +4,32 % |

| Jahr:                | 2023. | 2024.   |
| -------------------- | ----- | ------- |
| Anzahl der Personen: | 841   | 844     |
| Unterschied:         |       | +0,35 % |

Ergebnisse nach der Volkszählung 2001 (772 Einwohner):
| Nach Ethnie: - 84,33 % Slowaken - 14,90 % Zigeuner | Nach Konfession: - 97,41 % römisch-katholisch - 0,78 % griechisch-katholisch - 0,78 % keine Angabe |

## Sehenswürdigkeiten
- römisch-katholische Elisabethkirche im frühgotischen Stil aus dem 13. Jahrhundert
- gotische Straßenbrücke aus dem 13. Jahrhundert